# Малыгино (Дмитровский городской округ)
Малыгино — деревня в Дмитровском районе Московской области, в составе сельского поселения Синьковское. Население — 0 чел. (2010). До 2006 года Малыгино входило в состав Кульпинского сельского округа.

## Расположение
Деревня расположена в западной части района, примерно в 18 км к западу от Дмитрова, у истоков малой речки Кимерши (правый приток Лутосни), высота центра над уровнем моря 199 м. Ближайшие населённые пункты — Селиваново на севере и Эскино на юго-западе.

## Население
| 2002 | 2006 | 2010 |
| ---- | ---- | ---- |
| 0    | ↗1   | ↘0   |